# Цифровий засіб
Цифровий засіб — це технологічний інструмент або платформа, створена для виконання певних завдань або підтримки діяльності за допомогою цифрових технологій. Вони використовуються в різних сферах, включаючи освіту, бізнес, науку, медицину тощо, для оптимізації процесів, підвищення ефективності, доступу до інформації та комунікації.
Засоби навчання — це об'єкти, які застосовуються в освітньому процесі для більш ефективного досягнення дидактичної мети. Засоби навчання, де враховано місце технічних пристроїв, що вже не застосовуються в освітньому процесі. Технічні засоби поділяються на аналогові та цифрові. Цифрові засоби навчання — це цифрові пристрої, що застосовуються в освітньому процесі. Слід їх розглядати як систему, що складається з апаратної частини (це пристрої, в основу яких покладено сам комп'ютер) і програмної частини, яка забезпечує роботу пристрою і виконує певні завдання.

## Критерії класифікації засобів навчання
Попри різноманітність технічних засобів у вчених немає єдиної системи класифікації засобів навчання.
Класифікують технічні засоби за такими критеріями:
- функціональним значенням (для передачі інформації, навчання і самонавчання, допоміжні, здійснення контролю, комбіновані та тренажери);
- принципом роботи (механічні, електромеханічні, оптичні, звукотехнічних, електронні та комбіновані);
- типом навчання (індивідуальні, групові, потокові);
- логікою роботи (з лінійною та розважальною програмою роботи);
- впливом на органи відчуття (візуальні та аудіовізуальні);
- поданням інформації (екранні, звукові, екранно-звукові).

## Цифрові засоби у системі навчання
Модель класифікації засобів навчання, що враховує цифрові засоби
1. Класичні навчальні засоби.
  1. Матеріальні (дидактичні) засоби — це засоби, що стосуються реальних об'єктів і призначені бути застосовані викладачам для певної мети: пояснення нового матеріалу, демонстрації явища, унаочнення теоретичних ідей, виконання досліджень (практичні та лабораторні роботи). До них відносять:
    - настільні ігри, натуральні об'єкти (колекції (корисних копалин), гербарії), інструменти (лінійки, циркулі));
    - моделі (геометричні фігури); ‒ прилади (мікроскоп, термометр, спідометр);
    - набори для демонстраційних, лабораторних дослідів (реактиви, пінцети, мірні циліндри, чашки Петрі);
    - друковані засоби (підручники, посібники, додаткова література, конспекти, карти, таблиці, словники); ‒ настільні розвивальні ігри (головоломки), комплекти карток, плакати).

  2. Невербальні — це засоби, що належать до нематеріальних об'єктів, які викладач застосовує під час освітнього процесу, зокрема, це тембр голосу, постава, погляд, жестикуляція, міміка, інтонація.
2. Технічні засоби поділяють на дві групи:
  1. Аналогові:
    1. Звукові (диктофони та вінілові платівки, аудіокасети);
    2. Графічні (діапроектори, графопроектори, слайдери);
    3. Відеозасоби (кінопроектори, відеомагнітофони).

  2. Цифрові:
    1. Програмні:
      1. Спеціалізоване програмне забезпечення до певного пристрою (наприклад, до інтерактивної дошки програмним продуктом є Smart Notebook);
      2. Системне програмне забезпечення (операційні системи);
      3. Програмне забезпечення залежно від мети застосування (для створення уроків, дидактичного та інтерактивного контенту (LearningApps), для дистанційного зв'язку (Zoom), для спілкування (Telegram, Classroom), для контролю знань (Classstime, Mytest), для вирішення офісних задач (MS Office);
      4. Web-сервіси (Wikipedia, соціальні мережі інші);
      5. Мобільні додатки (DuoLingo).

    2. Апаратні
      1. Засоби вводу даних:
        - символьних (введення з клавіатури);
        - графічних (сканери, фото і відеокамери, веб-камери, графічний планшет, інтерактивна дошка);
        - звукових (мікрофон);
        - маніпуляційних (комп'ютерна миша, трекбол), трекпойнт, ігровий джойстик, педаль, кермо, платформа для танців, геймпад, джойпад); ‒ сенсорних (тачпад, сенсорний екран, графічний планшет, стилус).

      2. Засоби виводу даних:
        - графічних і текстових (монітор, мультимедійний проектор, принтер, плотер, кластер, AR, VR, 3D принтери, інтерактивна дошка);
        - звукових (колонки, акустичні системи, навушники, вбудовані динаміки).

      3. Засоби для зберігання та зчитування даних (карти пам'яті, жорсткі диски, оптичні дисководи, картридері, багатофункціональні пристрої, модеми, мережеві карти).

Отже, у період до середини ХХ століття найпоширенішими засобами навчання були матеріальні, але з другої половині XX століття в освіті почали створюватися сучасні технічні засоби, що змінили модель освітнього процесу.

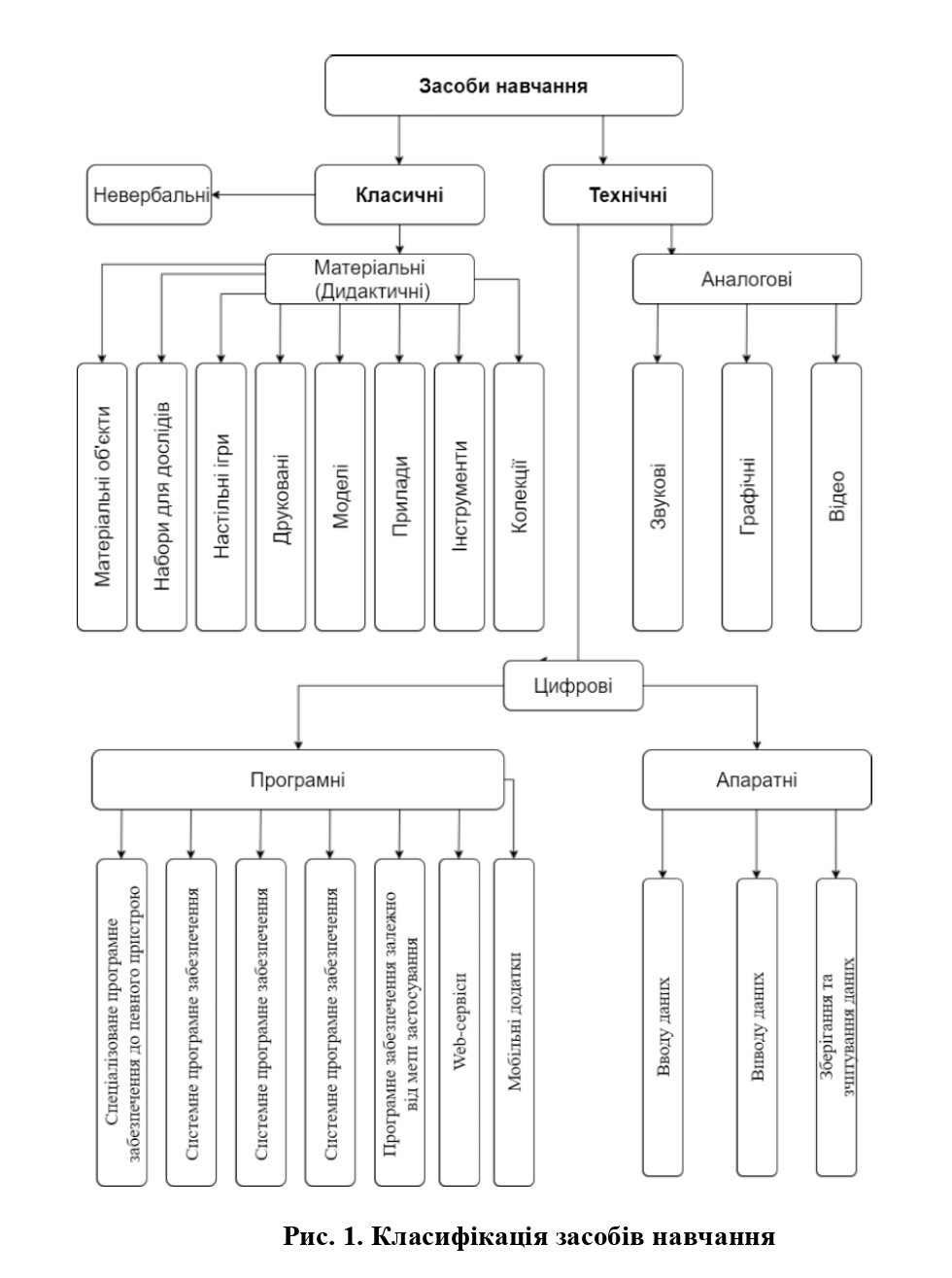
Класифікація засобів навчання